# Marcin Gerstmann
Marcin Gerstmann (ur. 8 marca 1527 r. w Bolesławcu, zm. 23 czerwca 1585 r. w Nysie) – biskup wrocławski w latach 1574–1585, starosta generalny Śląska.
Marcin Gerstmann urodził się w rodzinie protestanckiego sukiennika; jego ojcem był radca miejski Christoph Gerstmann. Studiował we Frankfurcie nad Odrą (1549-1555) i na wydziale prawa w Padwie (1555-1561), gdzie uzyskał doktorat obojga praw. W Padwie przeszedł na katolicyzm. W 1561 r. został kanonikiem wrocławskiej kapituły katedralnej, a w 1571 r. jej dziekanem. Od 1558 r. był kanclerzem biskupstwa ołomunieckiego, a następnie wychowawcą synów cesarskich i sekretarzem cesarza Maksymiliana II. W 1571 r. został nobilitowany. 1 lipca 1574 r. kapituła wybrała go na biskupa. Jako rządca diecezji starał się o dobre stosunki z protestantami i zezwalał na wolność wyznania w księstwie biskupim. Z drugiej strony na synodzie w 1580 r. przyjął postanowienia Soboru trydenckiego. Marcin Gerstmann został pochowany w kościele św. Jakuba w Nysie.
```
 .
```